# Kriegerin des Lichts
Kriegerin des Lichts ist ein deutscher Dokumentarfilm der Hamburger Regisseurin Monika Treut aus dem Jahr 2001.

## Handlung
Es handelt sich um ein Porträt der brasilianischen Menschenrechtlerin, Bildhauerin und Schriftstellerin Yvonne Bezerra de Mello, die sich politisch für die Rechte der Straßenkinder in Rio de Janeiro engagiert. Im Mittelpunkt steht dabei ihre Organisation Projeto Uerê (U-Erê = Kinder des Lichts) im Slum von Maré im Norden Rio de Janeiros, die einigen der ärmsten Kinder der Stadt Zuflucht gewährt und ihnen hilft, aus dem Teufelskreis von Gewalt, Drogen und Krankheit auszubrechen.

## Hintergrund
Der Film wurde Anfang des Jahres 2000 in Rio de Janeiro gedreht. Monika Treut produzierte den Film mit ihrer Produktionsfirma Hyena Films selbst. Die TV-Erstausstrahlung war am 3. Juli 2002 auf Das Erste. In Kriegerin des Lichts widmet sich die hauptsächlich als Avantgardistin des New Queer Cinema bekannte Regisseurin Monika Treut zum ersten Mal einem sozialpolitischen Thema.

## Kritik
- „Monika Treut ist ein Kunststück gelungen: sie hat einen sinnlichen, berührenden, erhellenden Film gemacht über ein Thema, das in TV-Features oft nur flüchtige Betroffenheit auslöst.“ Süddeutsche Zeitung, 15. Februar 2002.

- „Die Regisseurin labt sich nicht an effektheischenden Bildern unsäglicher Armut, schrill-mahnende Töne sind dem Film fremd. Es geht um die täglich zermürbende Tristesse, die länger nachwirkt als spektakuläre Momentaufnahmen, weil sie den Teufelskreis aus Gewalt, Drogen und Leid von allen Seiten abbildet. Monika Treut gelingt es schließlich, Slumkinder als Menschen zu zeigen, die mehr verdienen als unser Mitleid.“ Alexander Bartl in Frankfurter Allgemeine Zeitung, 23. Juli 2002.

- „Ein faszinierender Film, so warmherzig und unsentimental wie seine Protagonistin.“ Der Spiegel, 25. Februar 2002.

- „[…] eindrucksvoll und sehr bewegend.“ (4 von 5 Sternen) Stern, 18. Juli 2002.

## Festivals
Der Film feierte seine Premiere am 12. September 2001 auf dem Toronto Film Festival. Die deutsche Premiere fand am 28. Februar 2002 auf der Berlinale statt.

## Auszeichnungen
- Publikumspreis auf dem IFF Thessaloniki 2002